# Kikan Kahen Densha
Der Kikan Kahen Densha (japanisch 軌間可変電車, dt. „Zug mit wechselbarer Spurbreite“), auch Gauge Change Train oder Free Gauge Train (フリーゲージトレイン, Furī Gēji Torein), ist die Bezeichnung für drei Versuchszüge, die für das japanische Hochgeschwindigkeitsnetz mit umspurbaren Drehgestellen ausgerüstet wurden.

## Geschichte
Das konventionelle japanische Eisenbahnnetz wurde aufgrund der Topografie Japans mit vielen Bergen und engen, kurvenreichen Schluchten kapspurig (1067 mm) angelegt. Das Shinkansen-Hochgeschwindigkeitsnetz wurde hingegen in Regelspur errichtet. Aus diesem Grund mussten die „Mini-Shinkansen“ (Yamagata-Shinkansen und Akita-Shinkansen), die aus bestehenden, konventionellen Eisenbahnstrecken entstanden, auf Regelspur umgebaut werden. Der vorhandene Unterbau der Strecken ermöglichte allerdings mit vertretbarem Aufwand nicht das Herstellen des vollen Shinkansen-Lichtraumprofils. Für diese Strecken mussten deshalb besondere Regelspurtriebzüge mit einer Fahrzeugumgrenzung, die etwa den Normen im Kapspurnetz entspricht, entwickelt werden. Um den Aufwand für den Infrastrukturausbau bei nur begrenztem Nutzen zukünftig vermeiden zu können, begann man im Jahr 1994 mit dem Gauge Change Train-Projekt. Seit 1994 wurden rund 32 Mrd. Yen (ca. 300 Mio. €) in das Gauge Change Train-Projekt investiert (Stand 2012).
Das Konzept des Kikan Kahen Densha ist vergleichbar mit den spanischen CAF-Triebzügen der spanischen Reihe 120. Bislang wurden drei Versuchszüge gebaut. Der erste Zug war von 1998 bis 2006 im Einsatz, der zweite von 2006 bis 2013. Ab 2014 wurde mit dem dritten Versuchszug versucht, die Technologie zur Serienreife zu bringen. Dieses Unterfangen scheiterte allerdings insbesondere an den Erkenntnissen zu den erheblich erhöhten Betriebskosten, so dass derzeit (Stand Juni 2020) kein kommerzieller Einsatz und somit Bau von Serienfahrzeugen vorgesehen ist. Aus diesem Grund wurden auch für die Strecken, auf denen ursprünglich der Einsatz der Kikan Kahen Densha vorgesehen waren mittlerweile andere Konzepte entwickelt, z. B. ein Shuttle-Service auf der Nishi-Kyūshū-Shinkansen oder dem Bau des südlichen Abschnitts der Hokuriku-Shinkansen als vollwertige Shinkansen.
Während das japanische Projekt somit nach aktuellem Stand (November 2020) keine Zukunft mehr hat, hat der chinesische Schienenfahrzeughersteller CRRC im Oktober 2020 einen auf der Baureihe CRH400 basierenden Prototyp mit umspurbaren Drehgestellen der Öffentlichkeit vorgestellt. Anders als in Japan soll diese Einheit zwischen Regel- und russischer Breitspur verkehren und eine Höchstgeschwindigkeit von 250 km/h erreichen. Der deutlich geringere Spurweitenunterschied und die ähnlichen Normen der Fahrzeugumgrenzung machen dieses Vorhaben allerdings einfacher.

## Erster Versuchszug (1998–2006)
Der Bau des ersten Versuchszugs wurde im Oktober 1998 abgeschlossen. Er bestand aus zwei End- und einem Mittelwagen und war auf eine Höchstgeschwindigkeit von 300 km/h auf Shinkansen- und 130 km/h auf konventionellen Strecken ausgelegt. Die Entwicklung des Versuchszuges erfolgte durch das Railway Technical Research Institute (RTRI), gebaut wurden die Wagen von einem Konsortium aus Kawasaki Heavy Industries, Kinki Sharyō und Tokyu Car Corporation.
Im Anschluss an die Präsentation in Tokio im Januar 1999 wurde der Zug zunächst auf der San’in-Hauptlinie bei maximal 100 km/h getestet. Im April 1999 wurde der Zug in die USA verschifft, wo er bis Januar 2001 für Hochgeschwindigkeitstests im Transportation Technology Center in Pueblo, Colorado stationiert war. Dabei erzielte er eine Dauergeschwindigkeit von 246 km/h, legte ca. 600.000 km und wurde etwa zweitausend Mal umgespurt.
Im Mai 2003 war der Zug wieder in Japan, wo er auf der Yosan-Linie Tests absolvierte. Diese endeten im Jahr 2006, als er vom zweiten Versuchszug abgelöst wurde. Alle Wagen GCT01-01 bis -03 des ersten Versuchszuges sind erhalten und abgestellt.

## Zweiter Versuchszug (2006–2013)
Ursprünglich sollte der zweite Versuchszug bereits im Jahr 2004 fertiggestellt werden, wurde aber erst 2006 ausgeliefert. Im Mai 2007 wurde er offiziell der Presse vorgestellt. Der zweite Versuchszug basiert auf der Shinkansen-Baureihe E3 und verfügt neben den beiden Endwagenen GCT01-201 und -203 über einen regulären Mittelwagen mit 36 Sitzplätzen (GCT01-202).
Nachdem der zweite Versuchszug zunächst auf konventionellen Strecken getestet wurde, war er ab Juni 2009 auf der Kyūshū-Shinkansen im Testbetrieb, wo er bei einer Höchstgeschwindigkeit von 270 km/h betrieben wurde.
2011 wurde die Garnitur mit leichteren Drehgestellen ausgestattet, um eine höhere Laufruhe in Bögen mit Radien unter 600 m zu erreichen. Ab August 2011 war der Zug nachts auf der Yosan-Linie bei maximal 130 km/h unterwegs, um Ausdauertests durchzuführen. Bis September 2013 legte der zweite Versuchszug so insgesamt rund 100.000 km zurück.
Die Erfahrungen mit dem zweiten Versuchszug flossen in die Entwicklung des Nachfolgemodells durch JTRI ein, mit dem die Technologie zur Serienreife gebracht werden sollte.

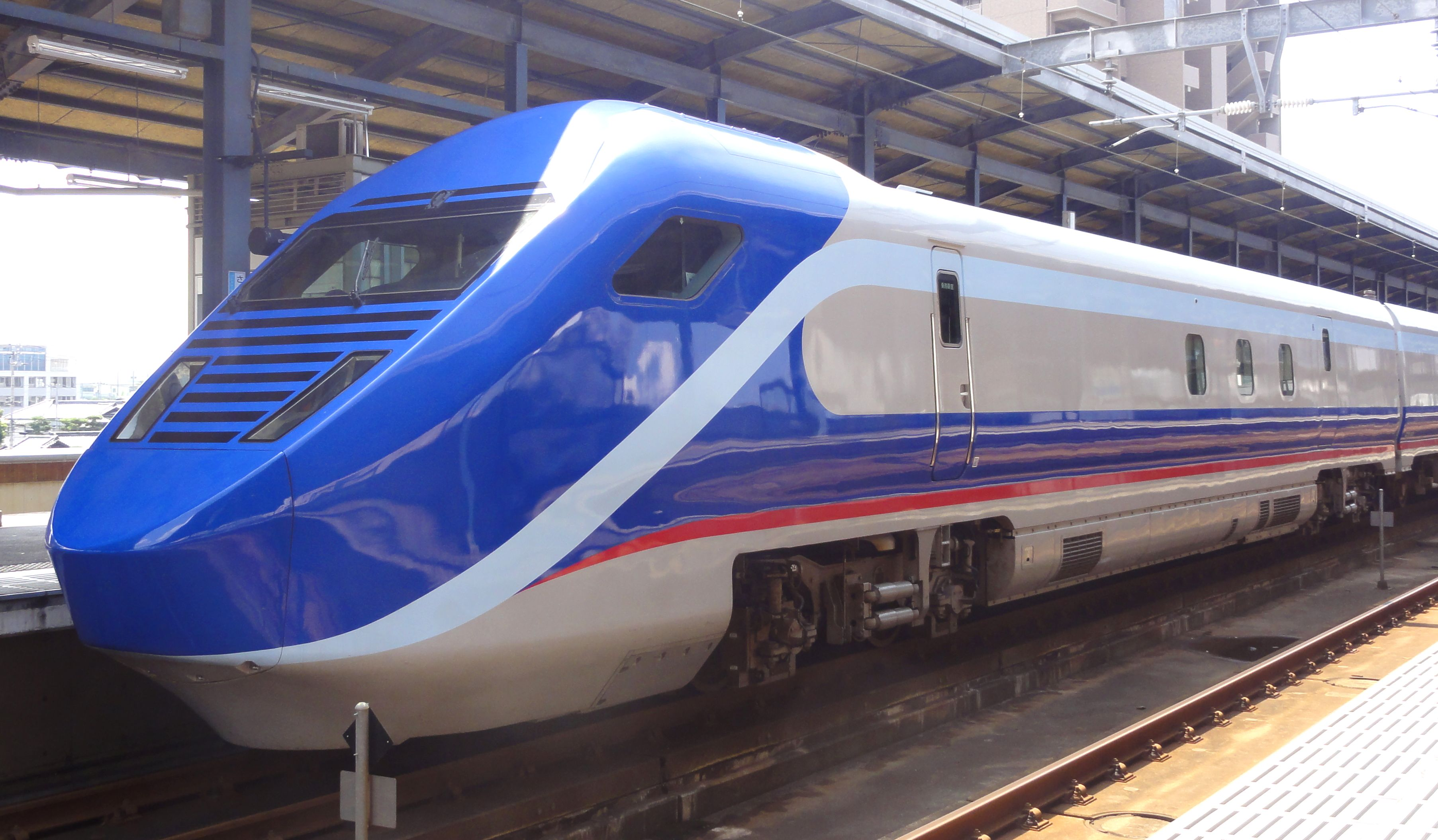
GCT01-203, September 2012
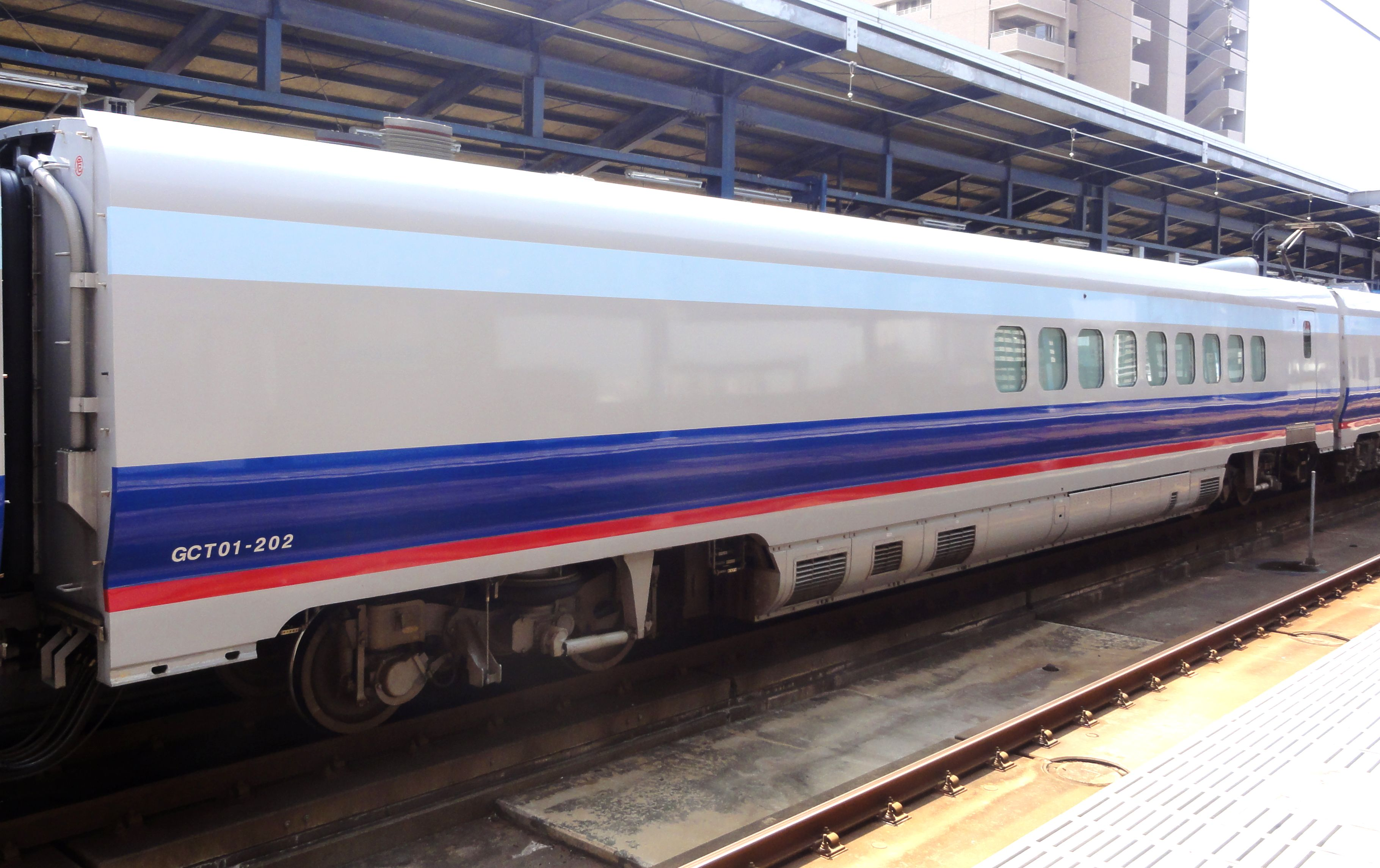
GCT01-202, September 2012
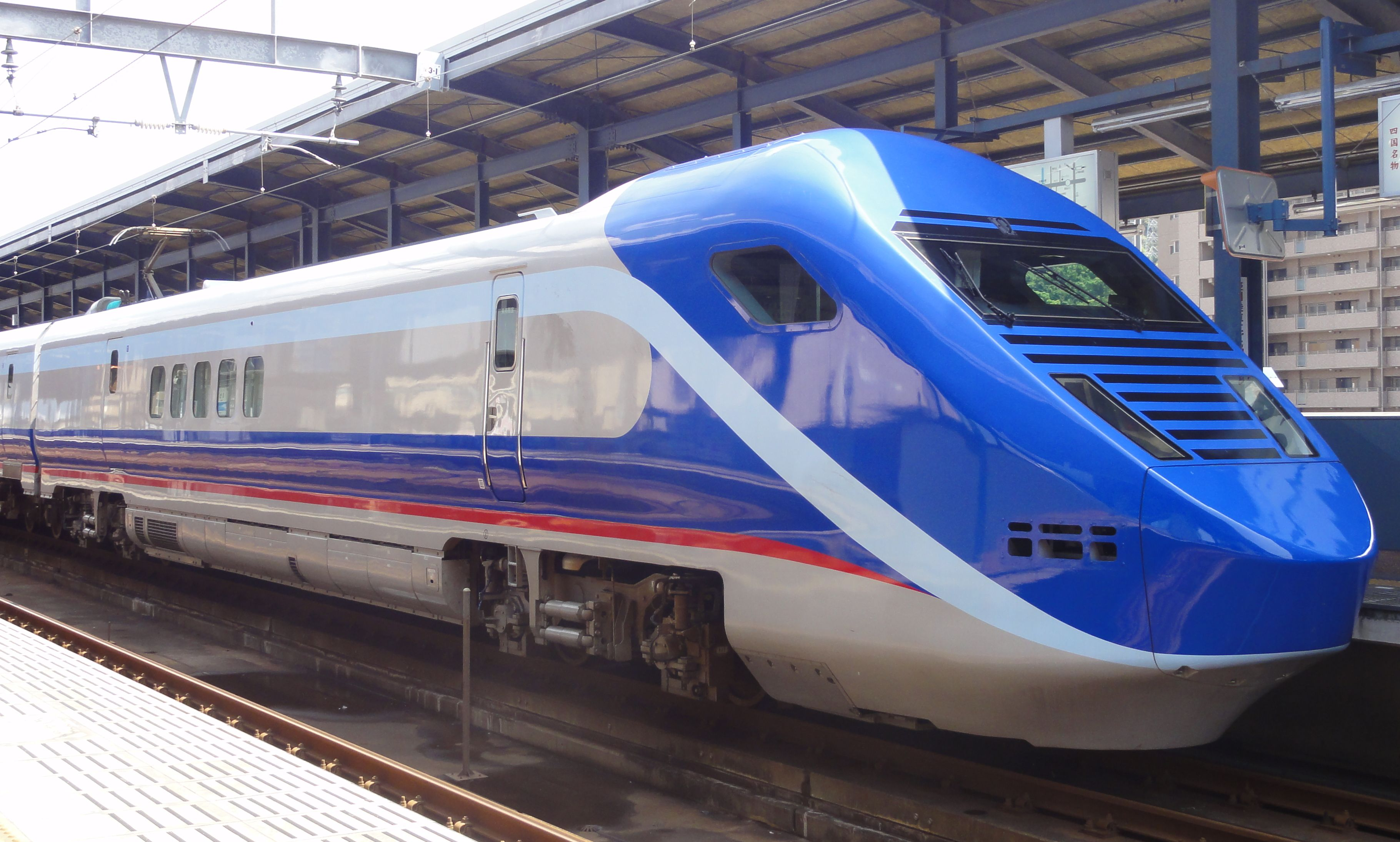
GCT01-201, September 2012

## Dritter Versuchszug (2014–2017)
Ab Oktober 2014 wurde ein dritter Versuchszug auf Kyūshū getestet. Ziel war es die automatische Umspurtechnologie zur Serienreife zu bringen, um ab 2017 in die Entwicklung von Serienfahrzeugen für die Nishi-Kyūshū-Shinkansen einsteigen zu können. Bei der rund 110 km langen Strecke wurden rund 66 km zwischen den Bahnhöfen Takeo Onsen und Nagasaki als regelspurige Voll-Shinkansen-Strecke ausgebaut. Auf den verbleibenden 45 km zwischen Takeo Oasen und Shin Tosu, wo der Anschluss an die Kagoshima-Route hergestellt wird, soll hingegen die bestehende Kapspurstrecke weitergenutzt werden.
Für die Testfahrten des dritten Versuchszuges wurde am Bahnhof Shin-Yatsushiro auf der Kagoshima-Route der Kyūshū-Shinkansen eine Umspuranlage errichtet, so dass er dort von der Shinkansen auf die kapspurige Kagoshima-Hauptlinie wechseln kann. Der Vierwagenzug wurde von JRTT entwickelt, erhielt eine goldfarbige Grundlackierung mit je einem dunkelroten Streifen an Dach und Seitenschürzen und wird von JR Kyūshū als Baureihe 9000 geführt. Im Februar 2014 wurde der von Kawasaki HI und Hitachi hergestellte Zug an JR Kyūshū überführt. Alle vier Wagen sind angetrieben, so dass der Zug auf der Kyūshū-Shinkansen über dieselbe Antriebs- und Bremsleistung wie die Shinkansen-Baureihe 800 verfügt. Für die konventionellen Strecken entspricht das Leistungsprofil des dritten Versuchszugs dem der von Hitachi hergestellten Baureihe 885.
Am 19. April 2014 wurde der dritte Versuchszug der Öffentlichkeit vorgestellt. Am 19. Oktober 2014 war der offizielle Start des Testprogramms, in dessen Rahmen der Zug binnen drei Jahren rund 600.000 Kilometer absolvieren soll. Nach der Entdeckung von Rissen in den Laufrädern musste der Zug umfassend überarbeitet werden.
Im Juni 2017 gab JR Kyūshū bekannt, dass man keinen Einsatz des Gauge Change Trains auf der Nishi-Kyūshū-Shinkansen mehr plane. Als Gründe wurden Bedenken hinsichtlich der Kosten und der Sicherheit angeführt.